# The Dodos
The Dodos sono un gruppo indie rock di San Francisco formatosi nel 2005. La band è composta da Meric Long e Logan Kroeber, a cui si aggiungono altri musicisti nei concerti.

## Storia del gruppo
Nel 2005 Meric Long comincia a esibirsi a San Francisco come solista con il nome Dodo Bird e compone un demo autoprodotto dal titolo Dodo Bird. Sempre nel 2005 si aggiunge a Meric il batterista Logan Kroeber, che proveniva da esperienze un gruppo progressive metal.
Registrano il primo album completamente autoprodotto dal titolo Beware of the Maniacs, che verrà ristampato per Frenchkiss Records/Wichita Recordings.
Nel 2007 girano in tour per promuovere l'album e firmano per l'etichetta indipendente Frenchkiss Records. Nel frattempo cambiano nome in The Dodos, poiché i fans ai concerti chiamavano così il gruppo.
Nel 2008 pubblicano Visiter. Il titolo e la cover sono ispirate al disegno di un bambino di una scuola dove il gruppo aveva suonato. Nei live si aggiunge Joe Haener.
Nel 2009 pubblicano Time To Die e sostituiscono Joe Haener con Keaton Snyder, che partecipa alla registrazione dell'album come ospite.
Nel 2011 pubblicano No Color. Durante il tour si aggiunge al gruppo il chitarrista Christopher Reimer (della band Women),morto nel 2012.
Nel 2013 pubblicano il quinto disco dal titolo Carrier. Nelle esibizioni dal vivo si aggiunge al gruppo il chitarrista Joe Haege (dei 31Knots).

## Il genere
Il genere musicale della band non è descrivibile in modo preciso poiché i componenti amano sperimentare nuovi stili e idee diverse per ogni album, a partire dalle primissime composizioni effettuare in giovane età. La classificazione principale è un folk rock tendente all'indie pop, vista la presenza di strumenti come il vibrafono. Nonostante ciò sono spesso classificati come Psych folk o Noise rock.

## Formazione
- Meric Long - voce, chitarra (2005-presente)
- Logan Kroeber - batteria, percussioni (2005-presente)

## Membri live
- Joe Haener - vibrafono,toy piano, percussioni (2009)
- Keaton Snyder - vibrafono, percussioni (2009-2011)
- Christopher Reimer - chitarra (2011)
- Joe Haege - chitarra, voce (2013-presente)

## Discografia
Album
- Beware of the Maniacs (Frenchkiss Records/Wichita Recordings, 2006)
- Visiter (Frenchkiss Records/Wichita Records, 2008)
- Time to Die (Frenchkiss Records/Wichita Records, 2009)
- No Color (Frenchkiss Records/Wichita Records, 2011)
- Carrier (2013) (Polyvinyl Record, 2013)
- Individ (2015)
- Certainty Waves (2018)

Live
- The Dodos: Live at the Spiegeltent (2008)
- Love from Akropolis, Prague (2009)
- Dodos Live in Amsterdam (2011)

Singoli ed EP
- Dodo Bird (2006)
- Red and Purple (2008)
- Fools (2008)
- Fables (2009)
- So Cold (2011)